# Мартін Субіменді
Мартін Субіменді (ісп. Martín Zubimendi, нар. 2 лютого 1999, Сан-Себастьян) — іспанський футболіст, півзахисник клубу «Арсенал»  та національної збірної Іспанії.

## Клубна кар'єра
Народився 2 лютого 1999 року в місті Сан-Себастьян. Вихованець футбольної школи клубу «Реал Сосьєдад». З 2016 року Мартін став залучатись до матчів третьої команди у Терсері, а з наступного року став виступати за команду «Реал Сосьєдад Б», в якій провів три сезони у Сегунді Б, взявши участь у 50 матчах чемпіонату.
28 квітня 2019 року в матчі проти «Хетафе» Субіменді дебютував за першу команду у Ла Лізі. З командою став володарем Кубка Іспанії 2019/20, зігравши в тому числі і у фінальній грі. Станом на 7 серпня 2021 року відіграв за клуб із Сан-Себастьяна 41 матч в національному чемпіонаті.

## Виступи за збірні
2016 року дебютував у складі юнацької збірної Іспанії (U-17), загалом на юнацькому рівні взяв участь у 2 іграх.
Протягом 2020—2021 років залучався до складу молодіжної збірної Іспанії. На молодіжному рівні зіграв у 7 офіційних матчах. У її складі поїхав на молодіжний чемпіонат Європи 2021 року в Угорщині та Словенії, де дійшов з командою до півфіналу, зігравши у чотирьох з п'яти іграх на турнірі.
У складі олімпійської збірної Іспанії Субіменді був учасником футбольного турніру Олімпійських ігор-2020 у Токіо, де іспанці здобули срібні нагороди, а сам футболіст зіграв у 5 іграх, в тому числі і у програному фіналі проти Бразилії (1:2).
Через ізоляцію деяких гравців національної збірної Іспанії після позитивного тесту на COVID-19 у Серхіо Бускетса, гравці молодіжної збірної Іспанії до 21 року були викликані до лав національної команди на міжнародний товариський матч проти Литви 8 червня 2021 року. Мартін Субіменді зіграв у тому матчі, який закінчився перемогою іспанців 4:0 і таким чином дебютував за національну збірну.

## Титули і досягнення
- Володар Кубка Іспанії:

«Реал Сосьєдад»: 2019-20
Збірні
- Срібний олімпійський призер: 2020
- Переможець Ліги націй УЄФА: 2022-23
- Чемпіон Європи: 2024[6]